# يوسف صيداني
الدكتور يوسف صيداني بروفيسور من لبنان يدرس إدارة الأعمال في كلية سليمان العليان لإدارة الأعمال في الجامعة الأميركية في بيروت. شغل منصب رئيس قسم الإدارة والتسويق والريادة لفترتين من العام 2008 إلى العام 2010 ومن العام 2012 إلى العام 2015 وهو حالياً أستاذ القيادة وأخلاقيات العمل ومحاضر في العديد من المنظمات. لديه العشرات من الأبحاث والمقالات في مواضيع إدارية متعددة. شارك في كتابة كتاب الإدارة الشهير لروبينز - النسخة العربية- وهذا الكتاب يُدرَّس حالياً في الكثير من جامعات العالم العربي. يشارك بانتظام في مؤتمرات أكاديمية حول العالم. وايضا يعمل كمستشار ومدرب إداري في مواضيع التنمية الذاتية والقيادة والسلوك التنظيمي كما عمل في حقل التدريب وحاضر في عشرات الدورات في لبنان والوطن العربي.

## دراسته
- الدكتوراه في الإدارة (السلوك التنظيمي والقيادة) من جامعة ميسيسيبي [1]
- ماجستير في إدارة الأعمال من جامعة إنديانا
- ليسانس في إدارة الأعمال ـ الجامعة الأميركية في بيروت.[2]
- محاسب مجاز من الولايات المتحدة الأميركية CPA .

هو عضو في نقابة خبراء المحاسبة المجازين في لبنان منذ تأسيسها. عمل أستاذاً في الجامعة اللبنانية حيث قام بتدريس مواد محاسبة شتَّى منها محاسبة المصارف وشركات التأمين ومحاسبة الشركات والمحاسبة الراقية. كما ترأس قسم المحاسبة والتمويل في العام 1996/1997. قام بتدريس المحاسبة الإدارية لتلامذة الماجستير في الجامعة الاميركية في التسعينات بالإضافة إلى مواد الرقابة المالية، الرقابة المالية المتقدمة، ومواد متخصصة في الرقابة الداخلية ومكافحة الغش المالي بالإضافة إلى المواد الإدارية المتقدمة. قام بتدريب مئات الكوادر الإدارية والمالية على المواد المتعلقة بالرقابة المالية ومكافحة الغش في لبنان والإمارات والكويت والمملكة العربيّة السعودية وغيرها، كما قام بإجراء دورات تدريبية وإعطاء مواد جامعية في بلاد عربية شتى بالإضافة إلى أرمينيا وتركيا. قام بتدريب مئات الموظفين في الإدارة اللبنانية في مواضيع المحاسبة والرقابة المالية وكشف التهرب الضريبي في المعهد المالي التابع لوزارة المال وديوان الخدمة المدنية حيث جاء تلمذته من وزارات وإدارات شتى منها ديوان المحاسبة ووزارة المال والجمارك ومديرية الاثار والتفتيش المركزي وغيرها. قام في التسعينات بالتعاون مع الفريق الكندي المكلف من قبل وزارة المال في لبنان على تحديث أدوات التدريب على التدقيق الضريبي وقام بترجمة وتعديل البرنامج الخاص بالتدريب على كشف الغش الضريبي.

## روابط خارجية
- صفحة الدكتور يوسف الصيداني